# Ranunculus
- Commons
- Wikispecies

Ranunculus é um gênero botânico da família Ranunculaceae.

## Sinonímia
| - Batrachium (DC.) A. Gray - Ficaria Schaeff. - Aphanostemma A. St. -Hil. - Arcteranthis Greene - Aspidophyllum Ulbr. - Beckwithia Jeps. | - Casalea A. St. -Hil. - Cyrtorhyncha Nutt. - Gampsoceras Steven - Krapfia DC. - Kumlienia Greene - Rhopalopodium Ulbr. |

## Espécies
| - Ranunculus acris - Ranunculus aquatilis - Ranunculus asiaticus - Ranunculus auricomus - Ranunculus bulbosus - Ranunculus californicus - Ranunculus cortusifolius - Ranunculus ficaria | - Ranunculus flammula - Ranunculus fluitans - Ranunculus glacialis - Ranunculus lapponicus - Ranunculus lingua - Ranunculus muricatus - Ranunculus parviflorus | - Ranunculus peltatus - Ranunculus platanifolius - Ranunculus pygmaeus - Ranunculus repens - Ranunculus sieboldii - Ranunculus sceleratus - Ranunculus trilobus |

- Lista completa

## Reconhecimento
Em 1º de março de 2023, Canada Post, a administração postal do Canadá, emitiu um selo postal representando Ranunculus asiaticus. O selo foi emitido em livretos e rolos e como uma folha de lembrança.

## Classificação do gênero
| Sistema | Classificação                      | Referência               |
| ------- | ---------------------------------- | ------------------------ |
| Linné   | Classe Polyandria, ordem Polygynia | Species plantarum (1753) |